# Pâtisson
Pour les articles homonymes, voir Artichaut (homonymie) et Bonnet de prêtre.
Variété
Classification phylogénétique
Les pâtissons ou artichaut d'Espagne, bonnet-de-prêtre, bonnet d'électeur, couronne impériale, ciblème (Louisiane) sont un groupe de variétés cultivées comme légume de la famille des courges / cucurbitacées de petite taille. 

## Taxonomie
Les pâtissons, comme les courgerons, sont issus de l'espèce Cucurbita pepo var. ovifera, une forme particulière de l'espèce Cucurbita pepo , c'est-à-dire la courgette.

## Description
Plante annuelle de la famille des cucurbitaceaes.
Les pâtissons sont une variété de Cucurbita Pepo. Ce sont des plantes non coureuses, à grandes feuilles, d'un vert franc, entières ou à cinq lobes peu marqués. Le fruit très déprimé dans le sens de l'axe est beaucoup moins long que large ; le contour présente cinq ou dix excroissances obtuses divergentes, ou plus ou moins recourbées vers l'ombilic du fruit. Les patissons sont assez pleins ; la chair en est ferme, peu sucrée, mais assez farineuse. Leur écorce est lisse, de couleur et de volume variables. La graine est petite, relativement à celle des autres courges.

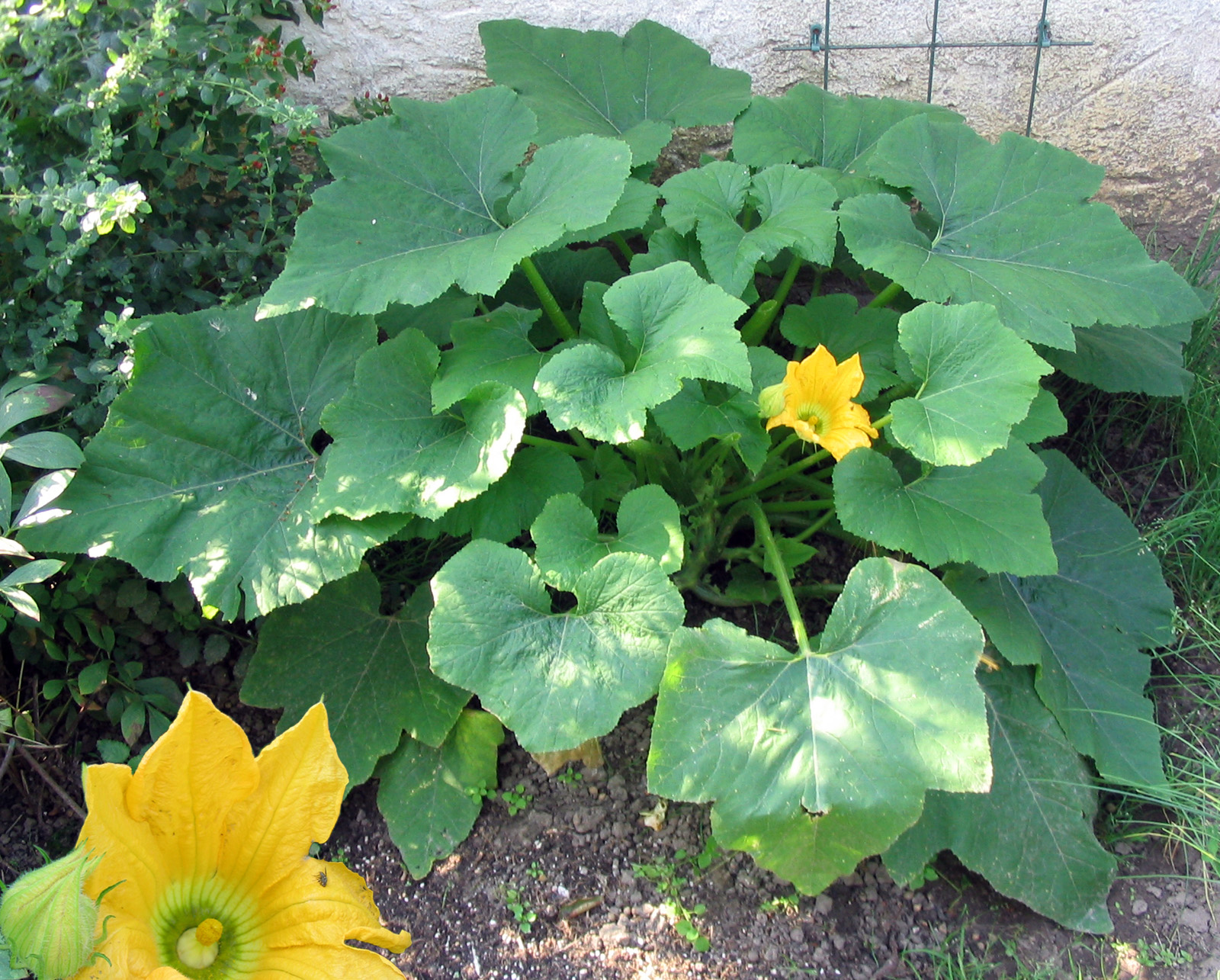
Plante et fleurs.
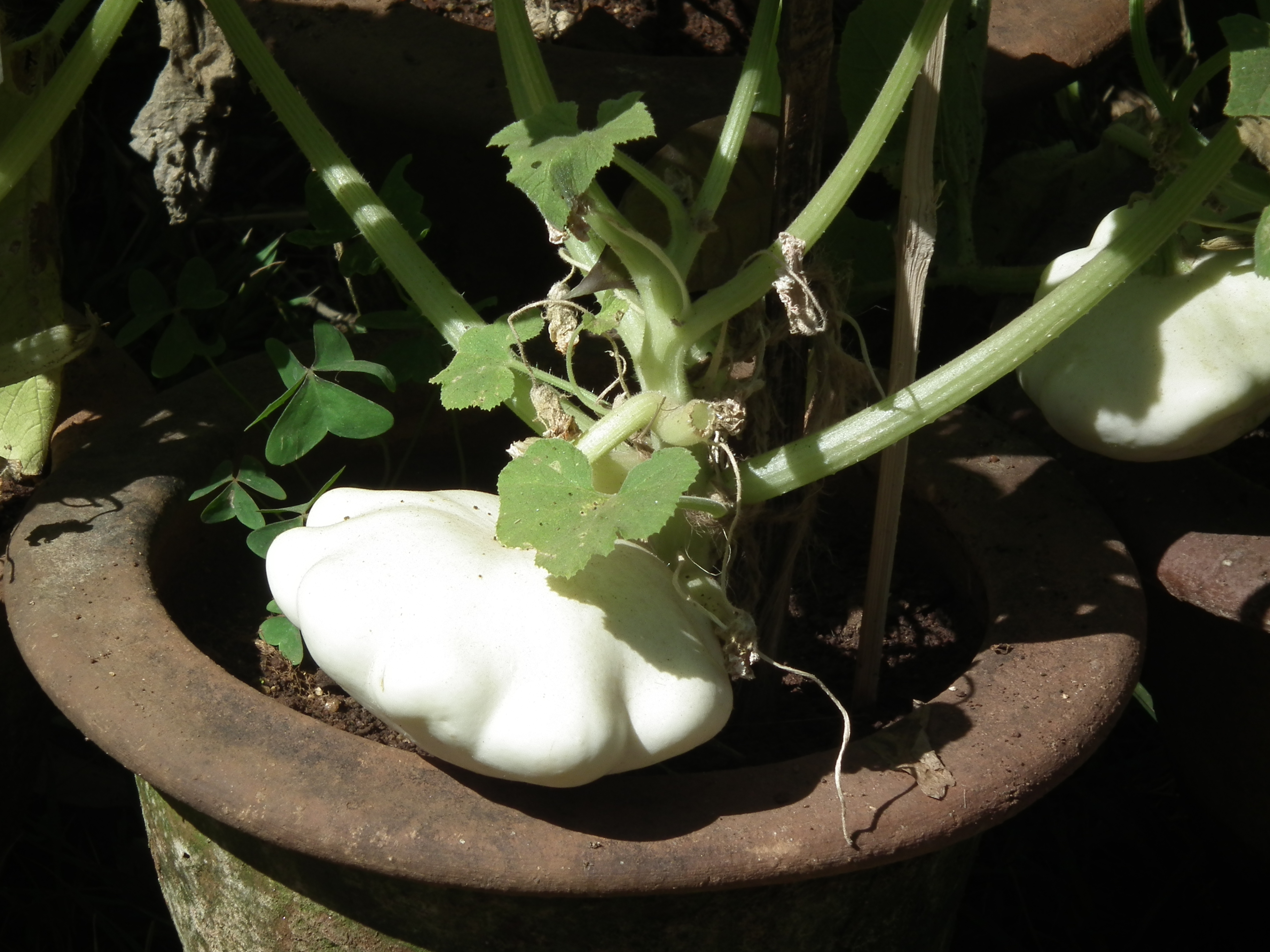
Culture de pâtisson.
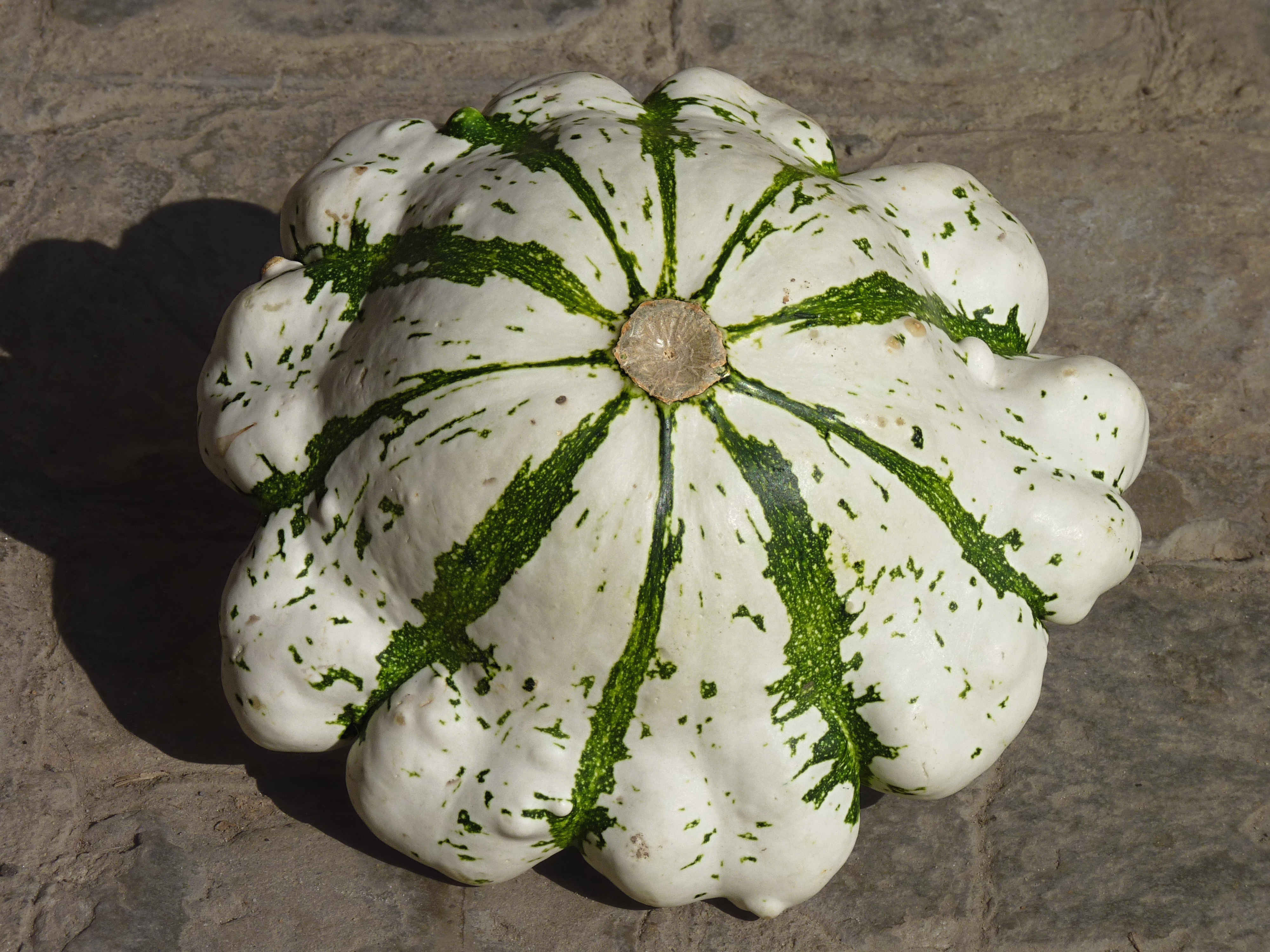
Pâtisson panaché.
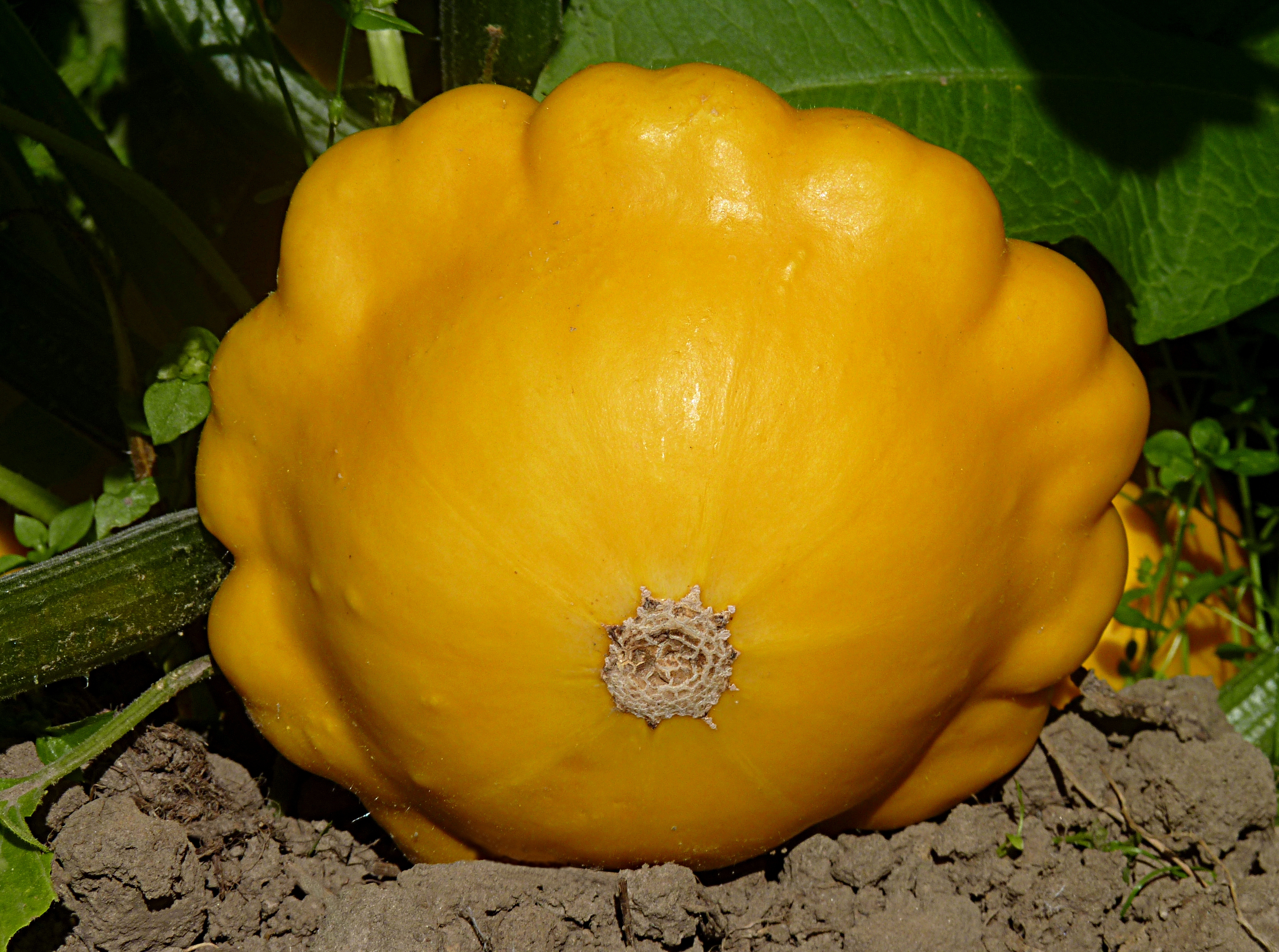
Pâtisson jaune.

Le pâtisson se distingue des autres courges par son fruit de forme aplatie, circulaire, plus ou moins conique et présentant à sa périphérie des bosses plus ou moins marquées, formant parfois des sortes de cornes redressées.
Il en existe plusieurs variétés. Les fruits, dont le poids varie le plus souvent entre 500 g et 2 kg, peuvent être blancs, vert jaune, orangés, ou panachés de ces diverses couleurs.

## Culture

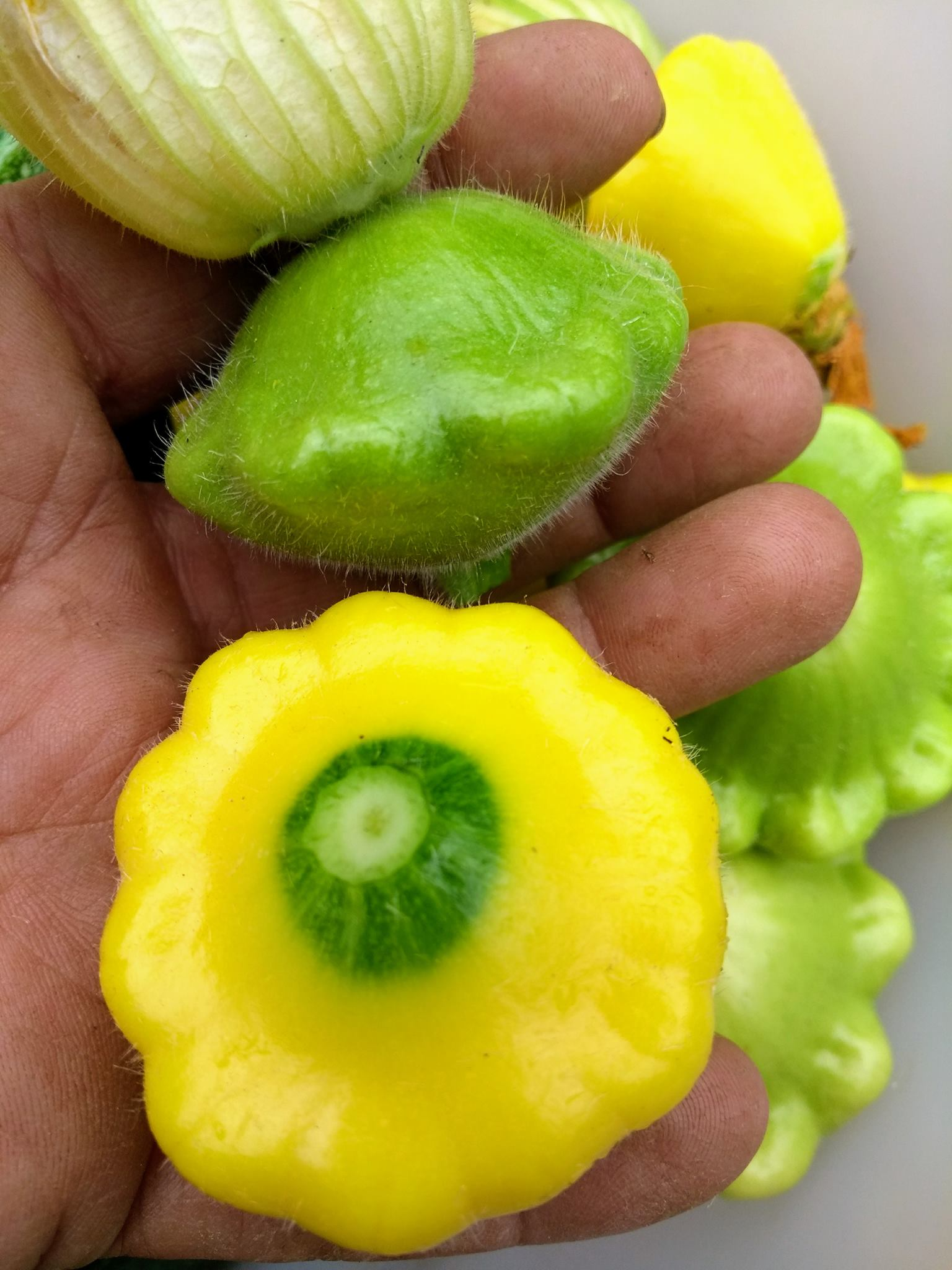
Mini-pâtissons.

Pour avoir des explications détaillées, voir courgette#culture.

## Utilisation
Il existe de nombreuses recettes pour accommoder les pâtissons (bouillis, à la poêle, en gratin, farcis, etc.) ; de manière la plus simple, ils se cuisent à l'eau bouillante pendant quinze minutes et ont un goût qui se rapproche de celui de la courgette ou de l'artichaut.
Il existe aussi des préparations en bocal, macérées dans du vinaigre de vin blanc, du sucre, du sel et des aromates (carottes, oignons, aneth, ail, éventuellement piment ou graines de moutarde). Le goût et la texture sont proches du cornichon malossol, bien que largement plus douceâtre.